# 榎本みなも
榎本 みなも（えのもと みなも）は日本の女性声優。主にアダルトゲームに声をあてている。

## 出演作品
太字は主役・メインキャラクター

### ゲーム

#### 2004年
- こんねこ（悠木菜子）[1]
- 尋問姦（ヒルダ（ヒルデガード）＝ミュラー）[2]

#### 2005年
- こんねこ 〜keep a memory green〜[3]（悠木菜子）[4]
- ふ・た・ば（春野一葉）[5]
- みらろま Miracle Romance Strawberry Scramble（月宮楓）[6]

#### 2008年
- リリカルDS（悠木菜子、月宮楓）

#### 2011年
- こんねこ 〜keep a memory green〜[7]（悠木菜子）
- らぶ2Quad（神代ほのか）[8]